# Xã Moville, Quận Woodbury, Iowa
Xã Moville (tiếng Anh: Moville Township) là một xã thuộc quận Woodbury, tiểu bang Iowa, Hoa Kỳ. Năm 2010, dân số của xã này là 340 người.